# Radio Italia Duets: le star insieme
Radio Italia Duets: le star insieme è una compilation di Radio Italia pubblicata il 1º ottobre 2013 per Sony Music. Formata da 30 brani divisi in due cd, la compilation è una raccolta di duetti.

## Tracce

### CD 1
1. Modà e Emma – Arriverà – 3:33
2. Eros Ramazzotti e Nicole Scherzinger – Fino all'estasi – 3:45
3. Club Dogo e Giuliano Palma – P.E.S. – 3:48
4. L'Aura e Nek – Eclissi del cuore – 4:01
5. Planet Funk e Giuliano Sangiorgi – Ora il mondo è perfetto – 5:20
6. Negrita e Juanes – Gioia infinita – 4:21
7. Elisa e Ligabue – Gli ostacoli del cuore – 4:26
8. Cesare Cremonini e Malika Ayane – Hello! – 4:05
9. Fabri Fibra e Gianna Nannini – In Italia – 3:30
10. Due di Picche – Fare a meno di te – 4:16
11. Noemi e Fiorella Mannoia – L'amore si odia – 3:09
12. Biagio Antonacci e Leona Lewis – Inaspettata – 4:05
13. Articolo 31 e Paola Folli – Domani – 5:04
14. Gianluca Grignani e L'Aura – Vuoi vedere che ti amo – 4:07
15. Marracash e Giusy Ferreri – Rivincita – 4:07

Durata totale: 61:37

### CD 2
1. Giorgia e Eros Ramazzotti – Inevitabile – 3:54
2. Modà e Jarabe de Palo – Come un pittore – 3:54
3. Fedez e Francesca Michielin – Cigno nero – 3:21
4. Elisa e Giuliano Sangiorgi – Ti vorrei sollevare – 4:26
5. Chiara e Fiorella Mannoia – Mille passi – 3:21
6. Max Pezzali e J-Ax – Sempre noi – 4:33
7. Mina e Afterhours – Adesso è facile – 3:51
8. Max Gazzè e Niccolò Fabi – Vento d'estate – 3:46
9. Gianna Nannini e Giorgia – Salvami – 3:32
10. Gemelli DiVersi e Jenny B – Un attimo ancora – 3:54
11. Baby K e Tiziano Ferro – Killer – 3:33
12. Nina Zilli e Giuliano Palma – 50mila – 2:56
13. Clementino e Jovanotti – Fratello – 2:50
14. Pino Daniele e Irene Grandi – Se mi vuoi – 3:08
15. Anastacia e Eros Ramazzotti – I Belong to You (Il ritmo della passione) – 4:25

Durata totale: 55:24
Durata totale: 1 h : 56 min : 34 s